# Spelartrupper under världsmästerskapet i ishockey för herrar 2008
De deltagande länderna anmäler spelare till VM:s direktorat den 1 maj 2008. Maximalt antal spelare som får anmälas i början på VM är tjugo utespelare och tre målvakter. Minimum är femton spelare och två målvakter. På VM-direktoratets första möte den 1 maj 2008 måste minst femton utespelare och två målvakter namnges samt att dessa är närvarande vid VM:et under direktoratets möte. De resterande spelarantalet upp till 20+3 spelare måste vara tillhanda för spelarkontroll två timmar innan följande VM-match. Under spel får ett lag ha 20 utespelare plus 2 målvakter angivna och omklädda till spel. Extramålvakt ska vara tillgänglig om ordinarie målvakt inte kan fullfölja matchen. Från och med mellanomgång och nedflyttningsseriens start, 8 maj 2008, och upp till två timmar innan matchstart, får lagen anmäla ytterligare två spelare till laguppställningen, gäller både målvakter och utespelare. Inga spelare behöver tas bort från anmäld laguppställning. Från den 8 maj 2008, mellanomgång och nedflyttningsseriens start, kan lagen maximalt ha 25 spelare i truppen, målvakter och utespelare i valfri kombination.

## Grupp A

### Sverige
- Huvudansvarig: Bengt-Åke Gustafsson

| Pos. | Nr | Spelare           | Lag                  |
| ---- | -- | ----------------- | -------------------- |
| M    | 1  | Stefan Liv        | HV71                 |
| M    | 32 | Mikael Tellqvist  | Phoenix Coyotes      |
| M    | 30 | Henrik Lundqvist  | New York Rangers     |
| B.   | 5  | Daniel Fernholm   | Linköping HC         |
| B    | 6  | Magnus Johansson  | Florida Panthers     |
| B    | 7  | Niclas Wallin     | Carolina Hurricanes  |
| B    | 23 | Alexander Edler   | Vancouver Canucks    |
| B    | 24 | Jonas Frögren     | Färjestads BK        |
| B    | 29 | Kenny Jönsson     | Rögle BK             |
| B    | 36 | Anton Strålman    | Toronto Maple Leafs  |
| B    | 2  | Douglas Murray    | San Jose Sharks      |
| F.   | 3  | Nils Ekman        | Chimik Moscow Oblast |
| F    | 9  | Tony Mårtensson   | Linköping HC         |
| F    | 10 | Patric Hörnqvist  | Djurgårdens IF       |
| F    | 12 | Karl Fabricius    | Frölunda HC          |
| F    | 15 | Rickard Wallin    | Färjestads BK        |
| F    | 16 | Johan Andersson   | Timrå IK             |
| F    | 17 | Michael Holmqvist | Frölunda HC          |
| F    | 19 | Nicklas Bäckström | Washington Capitals  |
| F    | 26 | Marcus Nilson     | Calgary Flames       |
| F    | 27 | Robert Nilsson    | Edmonton Oilers      |
| F    | 41 | Daniel Widing     | Brynäs IF            |
| F    | 97 | Per Ledin         | HV71                 |
| F    | 79 | Fredrik Warg      | MODO Hockey          |
| F    | 80 | Mattias Weinhandl | Linköping HC         |

### Schweiz
- Huvudansvarig:  Ralph Krueger

| Pos. | Nr | Spelare               | Lag                |
| ---- | -- | --------------------- | ------------------ |
| M    | 1  | Jonas Hiller          | Anaheim Ducks      |
| M    | 26 | Martin Gerber         | Ottawa Senators    |
| M    | 66 | Ronnie Rueger         | Kloten Flyers      |
| B    | 2  | Beat Gerber           | SC Bern            |
| B    | 3  | Julien Vauclair       | HC Lugano          |
| B    | 5  | Severin Blindenbacher | ZSC Lions          |
| B    | 16 | Raphael Diaz          | EV Zug             |
| B    | 29 | Beat Forster          | ZSC Lions          |
| B    | 31 | Mathias Seger         | ZSC Lions          |
| B    | 54 | Philippe Furrer       | SC Bern            |
| B.   | 57 | Goran Bezina          | Genève-Servette HC |
| F.   | 10 | Andres Ambuhl         | HC Davos           |
| F    | 14 | Roman Wick            | Kloten Flyers      |
| F    | 15 | Paul DiPietro         | EV Zug             |
| F    | 18 | Thomas Déruns         | Genève-Servette HC |
| F    | 23 | Thierry Paterlini     | HC Lugano          |
| F    | 25 | Thibaut Monnet        | ZSC Lions          |
| F    | 35 | Sandy Jeannin         | HC Lugano          |
| F    | 36 | Marc Reichert         | SC Bern            |
| F    | 38 | Thomas Ziegler        | SC Bern            |
| F    | 39 | Raffaele Sannitz      | HC Lugano          |
| F    | 61 | Patrik Bartschi       | SC Bern            |
| F    | 67 | Romano Lemm           | Kloten Flyers      |
| F    | 86 | Julien Sprunger       | Fribourg-Gottéron  |
| F    | 94 | Peter Guggisberg      | HC Davos           |

### Vitryssland
- Huvudansvarig:  Curt Fraser

| Pos. | Nr | Spelare               | Lag                     |
| ---- | -- | --------------------- | ----------------------- |
| M    | 1  | Vitali Koval          | HK Gomel                |
| M    | 33 | Stepan Goryachevskikh | Yunost Minsk            |
| M    | 20 | Dmitry Milchakov      | HK Vitebsk              |
| B    | 3  | Oleg Leontiev         | Yunost Minsk            |
| B    | 4  | Alexander Makritsky   | Keramin Minsk           |
| B    | 7  | Vladimir Denisov      | Lake Erie Monsters      |
| B    | 24 | Ruslan Salej          | Colorado Avalanche      |
| B    | 25 | Sergei Kolosov        | HK Dinamo Minsk         |
| B    | 27 | Alexander Zhurik      | HK Dinamo Minsk         |
| B    | 29 | Andrei Bashko         | Metallurg Zhlobin       |
| B    | 43 | Viktor Kostyuchenok   | Yunost Minsk            |
| F.   | 8  | Andrei Mikhalev       | Keramin Minsk           |
| F    | 10 | Oleg Antonenko        | HC MVD Moscow Oblast    |
| F    | 11 | Alexander Kulakov     | HK Dinamo Minsk         |
| F    | 18 | Alexei Ugarov         | Neftechimik Nizjnekamsk |
| F    | 19 | Dmitri Meleshko       | Spartak Moscow          |
| F    | 22 | Sergei Zadelenov      | HK Gomel                |
| F    | 23 | Andrei Kostitsyn      | Montreal Canadiens      |
| F    | 28 | Konstantin Koltsov    | Salavat Yulaev Ufa      |
| F    | 68 | Yaroslav Chupris      | Keramin Minsk           |
| F    | 71 | Aleksej Kaljuzjnij    | Avangard Omsk           |
| F    | 74 | Sergei Kostitsyn      | Montreal Canadiens      |
| F    | 77 | Dmitri Dudik          | HK Dinamo Minsk         |
| F    | 84 | Michail Grabovskij    | Montreal Canadiens      |
| F    | 93 | Evgeni Kurilin        | HK Dinamo Minsk         |

### Frankrike
- Huvudansvarig:  Dave Henderson

| Pos. | Nr | Spelare                  | Lag                                 |
| ---- | -- | ------------------------ | ----------------------------------- |
| M    | 1  | Eddy Ferhi               | Grenoble                            |
| M    | 39 | Cristobal Huet           | Washington Capitals                 |
| M    | 42 | Fabrice Lhenry           | Esbjerg                             |
| B    | 3  | Vincent Bachet           | Gothiques d'Amiens                  |
| B    | 16 | Benoit Quessandier       | Dragons de Rouen                    |
| B.   | 27 | Baptiste Amar            | Brûleurs de loups                   |
| B    | 29 | Mathieu Mille            | Hockey Club Morzine-Avoriaz         |
| B    | 55 | Jean-Francois Bonnard    | Grenoble                            |
| B    | 72 | Simon Lacroix            | Angers                              |
| B    | 74 | Nicolas Besch            | Sport                               |
| B    | 87 | Teddy Trabichet          | Grenoble                            |
| F    | 7  | Yorick Treille           | ERC Ingolstadt                      |
| F    | 10 | Laurent Meunier          | Genève-Servette HC                  |
| F    | 11 | Francois Rozenthal       | Morzine                             |
| F    | 13 | Jonathan Zwickel         | Morzine                             |
| F    | 18 | Luc Tardif               | Morzine                             |
| F    | 19 | Olivier Coqueux          | Esbjerg                             |
| F    | 20 | Damien Raux              | Briançon Alpes Provence Hockey Club |
| F    | 24 | Julien Desrosiers        | Rouen                               |
| F    | 26 | Antoine Lussier          | La Chaux-de-Fonds                   |
| F    | 28 | Laurent Gras             | Amiens                              |
| F.   | 41 | Pierre-Edouard Bellemare | Leksands IF                         |
| F    | 71 | Sébastien Bordeleau      | SC Bern                             |
| F    | 77 | Sacha Treille            | Grenoble                            |
| F    | 84 | Kévin Hecquefeuille      | Grenoble                            |

## Grupp B

### Kanada
- Huvudansvarig:  Ken Hitchcock

| Pos. | Nr | Spelare          | Lag                   |
| ---- | -- | ---------------- | --------------------- |
| M    | 30 | Cam Ward         | Carolina Hurricanes   |
| M    | 31 | Pascal Leclaire  | Columbus Blue Jackets |
| M    | 32 | Mathieu Garon    | Edmonton Oilers       |
| B.   | 2  | Dan Hamhuis      | Nashville Predators   |
| B    | 4  | Jay Bouwmeester  | Florida Panthers      |
| B    | 8  | Brent Burns      | Minnesota Wild        |
| B    | 22 | Duncan Keith     | Chicago Blackhawks    |
| B    | 24 | Steve Staios     | Edmonton Oilers       |
| B    | 52 | Mike Green       | Washington Capitals   |
| B    | 55 | Ed Jovanovski    | Phoenix Coyotes       |
| F.   | 9  | Derek Roy        | Buffalo Sabres        |
| F    | 10 | Patrick Sharp    | Chicago Blackhawks    |
| F    | 12 | Eric Staal       | Carolina Hurricanes   |
| F    | 14 | Chris Kunitz     | Anaheim Ducks         |
| F    | 15 | Dany Heatley     | Ottawa Senators       |
| F    | 16 | Jonathan Toews   | Chicago Blackhawks    |
| F    | 19 | Shane Doan       | Phoenix Coyotes       |
| F    | 21 | Jamal Mayers     | St. Louis Blues       |
| F    | 25 | Jason Chimera    | Columbus Blue Jackets |
| F    | 26 | Martin St. Louis | Tampa Bay Lightning   |
| F    | 51 | Ryan Getzlaf     | Anaheim Ducks         |
| F    | 61 | Rick Nash        | Columbus Blue Jackets |
| F    | 91 | Jason Spezza     | Ottawa Senators       |

### USA
- Huvudansvarig:  John Tortorella

| Pos. | Nr | Spelare            | Lag                 |
| ---- | -- | ------------------ | ------------------- |
| M    | 1  | Craig Anderson     | Florida Panthers    |
| M    | 30 | Tim Thomas         | Boston Bruins       |
| M    | 35 | Robert Esche       | Ak Bars Kazan       |
| B    | 2  | Keith Ballard      | Phoenix Coyotes     |
| B    | 4  | Jordan Leopold     | Colorado Avalanche  |
| B    | 5  | Matt Greene        | Edmonton Oilers     |
| B    | 6  | Tim Gleason        | Carolina Hurricanes |
| B    | 10 | Paul Martin        | New Jersey Devils   |
| B    | 22 | Mark Stuart        | Boston Bruins       |
| B    | 43 | James Wisniewski   | Chicago Blackhawks  |
| B    | 77 | Tom Gilbert        | Edmonton Oilers     |
| F    | 7  | David Booth        | Florida Panthers    |
| F    | 8  | Phil Kessel        | Boston Bruins       |
| F    | 9  | Patrick O'Sullivan | Los Angeles Kings   |
| F    | 11 | Jeff Halpern       | Tampa Bay Lightning |
| F    | 12 | Lee Stempniak      | St. Louis Blues     |
| F    | 16 | Brandon Dubinsky   | New York Rangers    |
| F    | 17 | Zach Parise        | New Jersey Devils   |
| F    | 19 | Drew Stafford      | Buffalo Sabres      |
| F    | 23 | Dustin Brown       | Los Angeles Kings   |
| F    | 29 | Jason Pominville   | Buffalo Sabres      |
| F    | 37 | Adam Burish        | Chicago Blackhawks  |
| F.   | 42 | David Backes       | St. Louis Blues     |
| F    | 83 | Patrick Kane       | Chicago Blackhawks  |
| F    | 88 | Peter Mueller      | Phoenix Coyotes     |

### Lettland
- Huvudansvarig:  Olegs Znaroks

| Pos. | Nr | Spelare                | Lag                       |
| ---- | -- | ---------------------- | ------------------------- |
| M    | 1  | Dmitrijs Žabotinskis   | HK Liepajas Metalurgs     |
| M    | 30 | Sergejs Naumovs        | HK Gomel                  |
| M    | 31 | Edgars Masalskis       | HK Metalurg Zhlobin       |
| B    | 2  | Rodrigo Lavins         | Södertälje SK             |
| B    | 3  | Arvids Rekis           | Augsburger Panther        |
| B    | 4  | Agris Saviels          | Odense Bulldogs           |
| B    | 13 | Guntis Galvins         | Alba Volán Székesfehérvár |
| B    | 15 | Aleksandrs Jerofejevs  | HC Sparta Praha           |
| B    | 18 | Georgijs Pujacs        | HC Lada Togliatti         |
| B    | 20 | Jekabs Redlihs         | HC Lasselsberger Plzen    |
| F    | 35 | Aleksandrs Macijevskis | AaB Ice hockey            |
| B    | 25 | Krisjanis Redlihs      | Hamburg Freezers          |
| F    | 5  | Janis Sprukts          | Lukko Rauma               |
| F    | 6  | Juris Stals            | HK Riga 2000              |
| F    | 8  | Viktors Blinovs        | HK Gomel                  |
| F    | 10 | Lauris Darzins         | HK Gomel                  |
| F    | 11 | Kaspars Daugavins      | Binghamton Senators       |
| F    | 12 | Herberts Vasiljevs     | Krefeld Pinguine          |
| F    | 16 | Aleksejs Sirokovs      | Metalurg Zhlobin          |
| F    | 17 | Aleksandrs Nizivijs    | Torpedo Nizhny Novgorod   |
| F.   | 21 | Armands Berzins        | HK Riga 2000              |
| F    | 24 | Mikelis Redlihs        | Metalurg Zhlobin          |
| F    | 41 | Raitis Ivanans         | Los Angeles Kings         |
| F    | 47 | Martins Cipulis        | Metalurg Zhlobin          |

### Slovenien
- Huvudansvarig:  Mats Waltin

| Pos. | Nr | Spelare           | Lag                |
| ---- | -- | ----------------- | ------------------ |
| M    | 1  | Andrej Hocevar    | HK Acroni Jesenice |
| M    | 30 | Gaber Glavic      | HK Acroni Jesenice |
| M    | 33 | Robert Kristan    | HK Acroni Jesenice |
| B    | 4  | Andrej Tavželj    | Olimpija Ljubljana |
| B    | 10 | Dejan Varl        | HK Acroni Jesenice |
| B.   | 23 | Damjan Dervaric   | HK Acroni Jesenice |
| B    | 27 | Miha Rebolj       | HK Acroni Jesenice |
| B    | 28 | Aleš Kranjc       | HK Acroni Jesenice |
| B    | 37 | Mitja Robar       | HK Acroni Jesenice |
| B    | 51 | Jakob Milovanovic | HC Briancon        |
| B    | 77 | Uroš Vidmar       | HK Acroni Jesenice |
| F    | 9  | Tomaž Razingar    | HC TWK Innsbruck   |
| F    | 11 | Anže Kopitar      | Los Angeles Kings  |
| F    | 12 | David Rodman      | Vienna Capitals    |
| F    | 13 | Rok Pajic         | HC Vrchlabi        |
| F    | 14 | Boris Pretnar     | HK Acroni Jesenice |
| F    | 15 | Egon Muric        | Olimpija Ljubljana |
| F    | 16 | Aleš Mušic        | Olimpija Ljubljana |
| F.   | 17 | Jurij Golicic     | HK Acroni Jesenice |
| F    | 18 | Gregor Poloncic   | HK Acroni Jesenice |
| F    | 22 | Marcel Rodman     | Vienna Capitals    |
| F    | 24 | Anže Terlikar     | HK Acroni Jesenice |
| F    | 81 | Marjan Manfreda   | HK Jesenice Mladi  |
| F    | 84 | Andrej Hebar      | HK Acroni Jesenice |
| F    | 91 | Tomo Hafner       | HK Acroni Jesenice |

## Grupp C

### Finland
- Huvudansvarig:  Doug Shedden

| Pos. | Nr | Spelare           | Lag                 |
| ---- | -- | ----------------- | ------------------- |
| M    | 31 | Karri Rämö        | Tampa Bay Lightning |
| M    | 32 | Niklas Bäckström  | Minnesota Wild      |
| M    | 35 | Petri Vehanen     | Lukko Rauma         |
| B    | 4  | Ville Koistinen   | Nashville Predators |
| B    | 6  | Ossi Väänänen     | Djurgårdens IF      |
| B    | 7  | Antti-Jussi Niemi | Frölunda HC         |
| B    | 19 | Mikko Luoma       | HV71                |
| B    | 21 | Janne Niskala     | Milwaukee Admirals  |
| B.   | 27 | Mikko Jokela      | Jokerit             |
| F    | 40 | Sami Lepistö      | Hershey Bears       |
| B    | 33 | Anssi Salmela     | Tappara             |
| F    | 8  | Teemu Selänne     | Anaheim Ducks       |
| F    | 9  | Mikko Koivu       | Minnesota Wild      |
| F    | 11 | Saku Koivu        | Montreal Canadiens  |
| F    | 12 | Olli Jokinen      | Florida Panthers    |
| F    | 15 | Tuomo Ruutu       | Carolina Hurricanes |
| F    | 16 | Ville Peltonen    | Florida Panthers    |
| F    | 18 | Hannes Hyvönen    | Kärpät              |
| F.   | 20 | Sean Bergenheim   | New York Islanders  |
| F    | 23 | Riku Hahl         | Timrå IK            |
| F    | 36 | Jussi Jokinen     | Tampa Bay Lightning |
| F    | 37 | Mika Pyörälä      | Timrå IK            |
| F    | 38 | Antti Pihlström   | Milwaukee Admirals  |
| F    | 39 | Niko Kapanen      | Phoenix Coyotes     |

### Slovakien
- Huvudansvarig:  Július Šupler

| Pos. | Nr | Spelare            | Lag                     |
| ---- | -- | ------------------ | ----------------------- |
| M    | 25 | Ján Lašák          | HC Moeller Pardubice    |
| M    | 31 | Peter Budaj        | Colorado Avalanche      |
| M    | 60 | Karol Križan       | MoDo Hockey             |
| B    | 7  | Martin Štrbák      | Metallurg Magnitogorsk  |
| B.   | 15 | Dominik Granák     | Färjestads BK           |
| B    | 8  | René Vydarený      | HC České Budějovice     |
| B    | 17 | Lubomír Višnovský  | Los Angeles Kings       |
| B    | 19 | Tomáš Starosta     | Neftechimik Nizjnekamsk |
| B    | 23 | Ivan Majeský       | Linköpings HC           |
| B    | 24 | Branislav Mezei    | Florida Panthers        |
| B    | 37 | Peter Podhradský   | Metallurg Novokuznetsk  |
| B    | 44 | Andrej Sekera      | Buffalo Sabres          |
| F    | 9  | Peter Huzevka      | HC Dukla Trencín        |
| F    | 13 | Juraj Kolník       | Genève-Servette HC      |
| F    | 20 | Frantisek Skladany | HC Energie Karlovy Vary |
| F    | 21 | Radovan Somík      | HC Moeller Pardubice    |
| F    | 26 | Tibor Melicharek   | HC Sparta Praha         |
| F    | 27 | Ivan Ciernik       | Kölner Haie             |
| F    | 39 | Róbert Petrovický  | Leksands IF             |
| F    | 41 | Andrej Podkonický  | HC Bílí Tygri Liberec   |
| F    | 47 | Miroslav Kovácik   | Skellefteå AIK          |
| F    | 71 | Juraj Mikuš        | HK 36 Skalica           |
| F    | 72 | Andrej Kollar      | HC Dukla Trencín        |
| F.   | 79 | Peter Fabus        | HC Lasselsberger Plzen  |
| F    | 81 | Marcel Hossa       | Phoenix Coyotes         |

### Tyskland
- Huvudansvarig:  Uwe Krupp

| Pos. | Nr | Spelare            | Lag                 |
| ---- | -- | ------------------ | ------------------- |
| M    | 1  | Dimitrij Kotschnew | Iserlohn Roosters   |
| M    | 32 | Dimitri Pätzold    | Worcester Sharks    |
| M    | 80 | Robert Müller      | Kölner Haie         |
| B.   | 3  | Jason Holland      | ERC Ingolstadt      |
| B    | 5  | Dennis Seidenberg  | Carolina Hurricanes |
| B    | 7  | Chris Schmidt      | Iserlohn Roosters   |
| B    | 8  | Sebastian Osterloh | Frankfurt Lions     |
| B    | 13 | Christoph Schubert | Ottawa Senators     |
| B    | 22 | Michael Bakos      | ERC Ingolstadt      |
| B    | 31 | Andreas Renz       | Kölner Haie         |
| B    | 48 | Frank Hördler      | Eisbären Berlin     |
| F.   | 11 | Sven Felski        | Eisbären Berlin     |
| F    | 15 | Stefan Ustorf      | Eisbären Berlin     |
| F    | 16 | Michael Wolf       | Iserlohn Roosters   |
| F    | 19 | Marco Sturm        | Boston Bruins       |
| F.   | 21 | John Tripp         | Hamburg Freezers    |
| F    | 24 | André Rankel       | Eisbären Berlin     |
| F    | 33 | Michael Hackert    | Adler Mannheim      |
| F    | 36 | Yannic Seidenberg  | ERC Ingolstadt      |
| F    | 46 | Florian Busch      | Eisbären Berlin     |
| F    | 47 | Christoph Ullmann  | Adler Mannheim      |
| F    | 57 | Marcel Goc         | San Jose Sharks     |
| F    | 72 | Petr Fical         | Sinupret Ice Tigers |
| F    | 87 | Philip Gogulla     | Kölner Haie         |

### Norge
- Huvudansvarig:  Roy Johansen

| Pos. | Nr | Spelare              | Lag                    |
| ---- | -- | -------------------- | ---------------------- |
| M    | 30 | Ruben Smith          | Storhamar Dragons      |
| M    | 33 | Pål Grotnes          | I.K. Comet             |
| M    | 34 | André Lysenstøen     | Stavanger Oilers       |
| B.   | 5  | Juha Kaunismäki      | Stavanger Oilers       |
| B    | 6  | Jonas Holøs          | Sparta Warriors        |
| B    | 7  | Tommy Jakobsen       | Graz 99ers             |
| B    | 16 | Erik Ryman           | AIK Hockey             |
| B    | 17 | Matthias Holmstedt   | I.K. Comet             |
| B    | 23 | Mats Trygg           | Kölner Haie            |
| B    | 24 | Henrik Ødegaard      | Frisk Tigers           |
| B    | 54 | Anders Myrvold       | Vålerenga Ishockey     |
| F.   | 8  | Mads Hansen          | Brynäs IF              |
| F    | 9  | Marius Holtet        | Iowa Stars             |
| F    | 10 | Lars Erik Spets      | EV Duisburg Die Füchse |
| F    | 18 | Eirik Skadsdammen    | Storhamar Dragons      |
| F    | 19 | Per-Åge Skrøder      | MODO Hockey            |
| F    | 20 | Anders Bastiansen    | Mora IK                |
| F    | 21 | Morten Ask           | EV Duisburg Die Füchse |
| F    | 22 | Martin Røymark       | Sparta Warriors        |
| F    | 26 | Kristian Forsberg    | Storhamar Dragons      |
| F    | 27 | Mats Frøshaug        | Linköpings HC          |
| F    | 28 | Kjell Richard Nygård | Vålerenga Ishockey     |
| F    | 46 | Mathis Olimb         | Augsburger Panther     |
| F    | 48 | Mats Z. Aasen        | Frisk Tigers           |

## Grupp D

### Tjeckien
- Huvudansvarig:  Alois Hadamczik

| Pos. | Nr | Spelare           | Lag                   |
| ---- | -- | ----------------- | --------------------- |
| M    | 33 | Milan Hnilicka    | Salavat Yulaev Ufa    |
| M    | 97 | Marek Pinc        | HC Bílí Tygri Liberec |
| B.   | 3  | Marek Židlický    | Nashville Predators   |
| B    | 4  | Zbynek Michálek   | Phoenix Coyotes       |
| B    | 15 | Tomáš Kaberle     | Toronto Maple Leafs   |
| B    | 28 | Michal Rozsíval   | New York Rangers      |
| B    | 35 | Jan Hejda         | Columbus Blue Jackets |
| B    | 36 | Petr Caslava      | Severstal Cherepovets |
| B    | 71 | Filip Kuba        | Tampa Bay Lightning   |
| F.   | 10 | Martin Erat       | Nashville Predators   |
| F    | 11 | Martin Hanzal     | Phoenix Coyotes       |
| F    | 12 | Aleš Kotalík      | Buffalo Sabres        |
| F    | 13 | Jirí Novotný      | Columbus Blue Jackets |
| F    | 14 | Tomáš Plekanec    | Montreal Canadiens    |
| F    | 18 | Ladislav Kohn     | HC CSKA Moscow        |
| F    | 17 | Jaroslav Hlinka   | Colorado Avalanche    |
| F    | 19 | Radim Vrbata      | Phoenix Coyotes       |
| F    | 20 | Jakub Klepiš      | HC Slavia Prague      |
| F    | 24 | Zbynek Irgl       | Lokomotiv Yaroslavl   |
| F    | 26 | Patrik Eliáš      | New Jersey Devils     |
| F    | 43 | Tomáš Fleischmann | Washington Capitals   |
| F    | 60 | Tomáš Rolinek     | HC Pardubice          |
| F    | 64 | David Krejcí      | Boston Bruins         |

### Danmark
- Huvudansvarig:  Mike Sirant

| Pos. | Nr | Spelare               | Lag                  |
| ---- | -- | --------------------- | -------------------- |
| M    | 1  | Simon Nielsen         | Rødovre Mighty Bulls |
| M    | 30 | Patrick Galbraith     | SønderjyskE          |
| M    | 31 | Peter Hirsch          | AaB Aalborg          |
| B    | 4  | Mads Bødker           | Rögle BK             |
| B    | 5  | Daniel Nielsen        | Leksands IF          |
| B    | 6  | Stefan Lassen         | Herning Blue Fox     |
| B    | 7  | Jesper Damgaard       | Rødovre Mighty Bulls |
| B    | 9  | Kasper Degn           | Nordsjælland Cobras  |
| B    | 14 | Mads Christensen      | Herning Blue Fox     |
| B.   | 25 | Andreas Andreasen     | Esbjerg              |
| B    | 26 | Morten Dahlmann       | Herlev Hornets       |
| F    | 10 | Bo Nordby             | AaB Aalborg          |
| F    | 11 | Kim Lykkeskov         | SønderjyskE          |
| F    | 13 | Morten Green          | Leksands IF          |
| F    | 16 | Christoffer Kjærgaard | Herning Blue Fox     |
| F    | 17 | Jannik Hansen         | Manitoba Moose       |
| F.   | 18 | Mads Christensen      | Herning Blue Fox     |
| F    | 19 | Kim Staal             | Linköpings HC        |
| F    | 20 | Lars Eller            | Frölunda HC          |
| F    | 21 | Thor Dresler          | Odense Bulldogs      |
| F    | 24 | Rasmus Olsen          | AaB Aalborg          |
| F    | 29 | Morten Madsen         | Houston Aeros        |
| F    | 32 | Nichlas Hardt         | Tappara              |
| F    | 93 | Peter Regin           | Timrå IK             |

### Italien
- Huvudansvarig:  Fabio Polloni,  Michel Goulet

| Pos. | Nr | Spelare                  | Lag                     |
| ---- | -- | ------------------------ | ----------------------- |
| M    | 1  | Adam Russo               | HC Bolzano              |
| M    | 35 | Thomas Tragust           | SHC Fassa               |
| M    | 73 | Günther Hell             | Alleghe Hockey          |
| B    | 3  | Carter Trevisani         | HC Junior Milano Vipers |
| B    | 6  | Michele Strazzabosco     | HC Junior Milano Vipers |
| B    | 7  | Armin Hofer              | HC Val Pusteria         |
| B    | 12 | André Signoretti         | Herning IK              |
| B    | 14 | Carlo Lorenzi            | Alleghe Hockey          |
| B    | 25 | Andreas Lutz             | SG Pontebba             |
| B    | 26 | Armin Helfer             | HC TWK Innsbruck        |
| B.   | 50 | Christian Borgatello     | HC Bolzano              |
| F    | 8  | Marco Insam              | HC Junior Milano Vipers |
| F    | 9  | Giorgio De Bettin        | SG Cortina              |
| F    | 10 | Giulio Scandella         | HC Junior Milano Vipers |
| F    | 11 | Roland Ramoser           | HC Bolzano              |
| F    | 16 | John Parco               | A. S. Asiago Hockey     |
| F    | 17 | Patrick Nicholas Iannone | HC Junior Milano Vipers |
| F    | 18 | Paolo Bustreo            | Ritten Sport            |
| F    | 22 | Stefano Margoni          | SG Pontebba             |
| F    | 24 | Mario Chitarroni         | Alleghe Hockey          |
| F    | 26 | Manuel de Toni           | Alleghe Hockey          |
| F    | 34 | Jason Cirone             | Flint Generals          |
| F    | 39 | Jonathan Pittis          | HC Bolzano              |
| F    | 71 | Luca Ansoldi             | HC Bolzano              |
| F    | 87 | Nicola Fontanive         | Alleghe Hockey          |

### Ryssland
- Huvudansvarig:  Vjatjeslav Bykov

| Pos. | Nr | Spelare              | Lag                  |
| ---- | -- | -------------------- | -------------------- |
| M    | 20 | Evgeni Nabokov       | San Jose Sharks      |
| M    | 30 | Alexander Eremenko   | Salavat Yulaev Ufa   |
| M    | 35 | Mikhail Biryukov     | HC MVD Moscow Oblast |
| B.   | 5  | Ilya Nikulin         | Ak Bars Kazan        |
| B    | 6  | Dmitri Vorobiev      | HC Lada Togliatti    |
| B    | 7  | Dmitri Kalinin       | Buffalo Sabres       |
| B    | 22 | Konstantin Korneyev  | HC CSKA Moscow       |
| B    | 37 | Denis Grebeshkov     | Edmonton Oilers      |
| B    | 45 | Vitali Proshkin      | Salavat Yulaev Ufa   |
| B    | 51 | Fedor Tyutin         | New York Rangers     |
| B    | 52 | Andrei Markov        | Montreal Canadiens   |
| B    | 55 | Daniil Markov        | HC Dynamo Moscow     |
| F.   | 8  | Aleksandr Ovetjkin   | Washington Capitals  |
| F    | 10 | Sergei Mozyakin      | Atlant Mytisjtji     |
| F    | 21 | Konstantin Gorovikov | SKA Saint Petersburg |
| F    | 25 | Danis Zaripov        | Ak Bars Kazan        |
| F    | 27 | Alexei Tereshchenko  | Salavat Yulaev Ufa   |
| F    | 28 | Alexander Semin      | Washington Capitals  |
| F    | 29 | Sergei Fedorov       | Washington Capitals  |
| F    | 33 | Maksim Susjinskij    | SKA Saint Petersburg |
| F    | 42 | Sergei Zinovjev      | Ak Bars Kazan        |
| F    | 47 | Alexander Radulov    | Nashville Predators  |
| F    | 61 | Maxim Afinogenov     | Buffalo Sabres       |
| F    | 71 | Ilya Kovalchuk       | Atlanta Thrashers    |
| F    | 95 | Alexei Morozov C     | Ak Bars Kazan        |